# Hansschlegelia
Hansschlegelia ist eine Gattung von Bakterien. Die Arten (Spezies) können Kohlenstoff-Verbindungen, die ein einziges Kohlenstoffatom enthalten (C1-Verbindungen), für das Wachstum nutzen. Zu derartigen Verbindungen zählt z. B. Methanol. Arten die solche Verbindungen nutzen, werden als methylotrophe Bakterien bezeichnet. Die Art Hansschlegelia plantiphila wurde 2010 entdeckt, sie ist die erste beschriebene Art dieser Gattung (Typusart).

## Merkmale
Die Zellen von Hansschlegelia sind je nach Art stäbchen- oder kokkenförmig. Der Gram-Test verläuft negativ. Bei der Art H. plantiphila treten auch Zellen in Paaren auf. Der Besitz von Flagellen ist je nach Art unterschiedlich, so fehlen Flagellen bei H. plantiphila, während sie bei H. zhihuaiae vorhanden sind.

## Stoffwechsel und Wachstum
Die Arten von Hansschlegelia sind aerob, d. h. sie benötigen Sauerstoff für das Wachstum. Sie können methylotroph wachsen, sind also in der Lage als Kohlenstoffquelle C1-Verbindungen (mit nur einem Kohlenstoffatom wie z. B. Methanol) zu nutzen. Der methylotrophe Stoffwechsel ist ein typisches Merkmal der Familie Methylocystaceae, zu der Hansschlegelia gestellt wird.
Die Art Hansschlegelia plantiphila zeigt hierbei gutes Wachstum in einen flüssigem Mineralsalzmedium mit entweder Methanol, Methylamin oder Ameisensäure als Kohlenstoff- und Energiequelle.
Die Art Hansschlegelia beijingensis kann Methanol, Ameisensäure und Formaldehyd nutzen.
Der methylotrophe Stoffwechsel bei H. plantiphila verläuft über den Calvin-Zyklus (auch als Ribulose-Biphosphat-Zyklus bezeichnet) und wahrscheinlich in geringem Maße auch über den Serinweg. Bezüglich des Serinwegs wurde u. a. das Enzym Serin-Glyoxylat-Aminotransferase gefunden. Darüber hinaus wurde die Aktivität der Phosphoenolpyruvatcarboxylase nachgewiesen, die am Serinweg der C1-Assimilation beteiligt und für die heterotrophe CO2-Fixierung verantwortlich ist. Ob der Serinweg eine untergeordnete oder ergänzende Rolle bei der C1-Assimilation spielt, ist allerdings noch nicht vollständig geklärt (Stand 2007).
Hansschlegelia ist eingeschränkt fakultativ methylotroph (restricted facultative methylotroph), d. h. es können auch eine begrenzte Anzahl weiterer, komplexerer organischer Verbindungen genutzt werden. So kann H. plantiphila je nach Stamm zusätzlich noch Glycerin, Inulin, Succinat, Fumarat und Acetat nutzen. Die Menge der nutzbaren Verbindungen ist eingeschränkt, so werden keine anderen organischen Säuren, Zucker und Aminosäuren genutzt. Auch die getesteten Stoffe Aceton, Pepton, Dimethylsulfoxid, Di- und Trimethylamin werden nicht umgesetzt
Hansschlegelia plantiphila kann auch mit CO2 und H2 chemolithotroph wachsen.
Es folgt eine Tabelle mit einigen Merkmalen der Arten:
|                 | H. quercus     | H. zhihuaiae | H. plantiphila | H. beijingensis |
| --------------- | -------------- | ------------ | -------------- | --------------- |
| Zellmorphologie | Kurze Stäbchen | Kokken       | Kurze Stäbchen | Kurze Stäbchen  |
| Nitratreduktion | (+)            | (+)          | +              | +               |
| Nutzung von:    |                |              |                |                 |
| Methylamine     | +              | -            | +              | nb              |
| Succinat        | +              | -            | (+)            | -               |
| Fructose        | +              | -            | +              | nb              |
| Pyruvat         | +              | -            | -              | nb              |
| Stärke          | -              | +            | -              | -               |
| Temperatur      | 10–30 °C       | 25–30 °C     | 12–37          | 25–40           |
| pH-Werte        | 6,0–6,9        | 6,0–9,0      | 5,0–9,0        | 6,0–9,0         |
| NaCl Toleranz   | <1,0           | <0,5         | <2,0           | <1,0            |

Erklärung:
- + / - = ja / nein
- (+) = schwach
- nb = nicht bestimmt

## Systematik
Die Gattung Hansschlegelia wurde von Ekaterina Ivanova und Mitarbeitern 2010 beschrieben. Sie gehört zu der Familie Methylocystaceae innerhalb der Alphaproteobacteria.
Im Juli 2023 zählten 4 Arten zu der Gattung:
- Hansschlegelia beijingensis Zou et al. 2013[5]
- Hansschlegelia plantiphila Ivanova et al. 2010 (Typusart)[4]
- Hansschlegelia quercus Agafonova et al. 2020[7]
- Hansschlegelia zhihuaiae Wen et al. 2011[3]

Die Art mit der provisorischen Bezeichnung Hansschlegelia sp. CHL1 wurde inzwischen in eine eigene Gattung Chenggangzhangella innerhalb derselben Familie gestellt mit dem offiziellen Namen Chenggangzhangella methanolivorans Yang et al. 2016.

## Namensherkunft
Das Bakterium Hansschlegelia ist zu Ehren des deutschen Mikrobiologen Hans Günter Schlegel (1924–2013) benannt. Hans G. Schlegel ist für seine Forschung an autotrophen Mikroorganismen bekannt und schrieb deutsche Lehrbücher zum Thema Mikrobiologie.

## Ökologie
Zu der Erstbeschreibung der methylotrophen Bakterienart Hansschlegelia plantiphila wurden drei Stämme genutzt, die aus Fliederknospen, Lindenknospen und Blaufichtennadeln im Winter bei −17 °C isoliert wurden. Methylotrophe Bakterien sind häufig in der Phyllosphäre (auf Blättern) und Rhizosphäre (im Wurzelbereich) von Pflanzen zu finden. Die meisten Pflanzen produzieren Methan, Methanol und andere C1-Verbindungen und geben diese Verbindungen in die Atmosphäre ab. Die methylotrophen Bakterien können diese Moleküle aufnehmen und für Energiegewinnung und für Bildung von Zellmaterial nutzen. Bei der u. a. aus Blaufichtennadeln isolierten Art H. plantiphila kann man hierbei von einer Symbiose sprechen. Es wurde nachgewiesen, das H. plantiphila die Phytohormone Auxine, Cytokinine und Vitamin B12 produziert. Da die Pflanzen kein B12 synthetisieren können, kann die Art sie mit diesem auch für Pflanzen wichtigen Vitamin versorgen. Im Gegenzug bietet die Pflanze dem Bakterium einen Lebensraum und versorgt es mit den für den Stoffwechsel benötigten Verbindungen.
Hansschlegelia beijingensis wurde aus der Rhizosphäre von Wassermelonen isoliert, die in einem Gewächshaus im Daxing-Bezirk von Beijing, China, angepflanzt worden waren.
Hansschlegelia zhihuaiae wurde aus einem verunreinigten Ackerboden in der Jiangsu-Provinz, China, isoliert.
Das Isolat von Hansschlegelia quercus stammte von Eichenblättern (Quercus ist der wissenschaftliche Name für die Gattung der Eichen).
Bei einer Untersuchung von 20.000 bis 35.000 Jahre alten Permafrostproben (erdgeschichtlich aus dem späten Pleistozän stammend) wurde das enthaltene Metagenom, also die enthaltenen Spuren der 16S-rRNA-Gene, bestimmt. Das Bohrloch befindet sich im Wassereinzugsgebiet des Mittellaufs der Großen Tschukotschja (russisch Bolschaja Tschukotschja, englisch Bolshaya Chukochya Lat./Long. 69° 29′ 0″ N, 156° 58′ 0″ O) in der Kolyma-Ebene. Die hier untersuchte RNA-Spuren stammten vor allem von Bakterien der Gattungen Arthrobacter und Bradyrhizobium; andere Gattungen waren Williamsia, Bradyrhizobium und Filomicrobium. Auch den Hansschlegelia-Arten stark ähnelnde 16S-rRNA wurde bestimmt. Es handelte sich um eine Übereinstimmung mit 95,3 % der 16S-rRNA von Hansschlegelia zhihuaiae. In dieser Studie wurden auch elektronenmikroskopische Aufnahmen von in der Probe eingefrorener und sehr gut erhaltener Bakterienzellen veröffentlicht.

## Nutzung

Bensulfuron-methyl

Hansschlegelia zhihuaiae ist in der Lage das zu den Sulfonylharnstoffen zählende Pestizid Bensulfuron-methyl abzubauen. Der Abbau geschieht durch die Trennung der Esterbindung innerhalb des Moleküls durch eine Esterase. Das isolierte Gen suIE konnte erfolgreich in die Bäckerhefe Saccharomyces cerevisiae eingebaut werden, so dass diese dann ebenfalls in der Lage war den Sulfonylharnstoff abzubauen. Dies ist von Interesse in der Bioremediation mit Sulfonylharnstoffen verseuchter Ökosysteme.
Die 2020 beschriebene Art Hansschlegelia quercus kann für die Trennung von Seltenerdmetallen genutzt werden.
Die einzelnen Elemente sind von industriellen Nutzen, so werden z. B bestimmte Seltenerdmetalle für die Bauteile (Magnete) von Windrädern benötigt. Die einzelne Elemente dieser chemischen Gruppe lassen sich allerdings nur schwer und mit relativ großen Aufwand voneinander trennen, von daher wird nach alternativen Wegen gesucht. Bei Hansschlegelia quercus wurde ein für diesen Zweck geeignetes spezielles Protein gefunden, ein sog. Lanmodulin-Protein. Dieses Protein bindet verschiedene Seltenerd-Elemente unterschiedlich stark. Die Methode wurde von dem Wissenschaftsteam weiter verfeinert, so kann es für die Trennung von Neodym und Dysprosium eingesetzt werden, da es fast ausschließlich Neodym bindet (die Genauigkeit liegt bei ca. 98 %).